# 任氏鱂
任氏鱂（学名：Jenynsia lineata）為輻鰭魚綱鯉齒目四眼魚科的其中一種，分布於南美洲Mirim潟湖及其支流流域，本魚鰭無色，身體底色為橄欖灰色，體側具6到8暗色縱紋，體長可達5.5公分，可做為觀賞魚。
其种加词“lineata”意为“线条状的”。